# Substitution (Mineralogie)
Als Substitution (Austausch) bezeichnet man in der Mineralogie das Ersetzen eines chemischen Elements in der Kristallstruktur durch ein anderes. Die zugrunde liegende chemische Reaktion heißt Substitutions- oder Austauschreaktion.
Je nach Anzahl der Gitterplätze eines Kristalls, die vom Austausch betroffen sind, unterscheidet man
- die einfache Substitution, auch Diadochie genannt, und
- die gekoppelte Substitution.

## Grundlagen
Zur Beschreibung der chemischen Zusammensetzung von Mineralen werden üblicherweise idealisierte Summenformeln aufgestellt, z. B. Mg2SiO4 für Forsterit. In der Realität wird man bei chemischen Analysen aber stets auch andere Elemente in natürlichen Kristallen finden, in diesem Beispiel etwa Eisen (Fe).
Ob ein Element (in Mineralen praktisch immer in Form eines Ions) in ein Kristallgitter eingefügt werden kann, hängt ab von seinem Radius, seiner elektrischen Ladung sowie seinem Bindungscharakter: allgemein sind Elemente mit ähnlichem Ionenradius und gleicher Ionenladung im Kristallgitter eines Minerals austauschbar.
Lässt sich ein Element im Kristall vollständig durch ein anderes Element (oder mehrere andere) ersetzen, so spricht man von einer Mischkristallreihe (einem Mischkristallsystem) mit zwei (oder mehr) Endgliedzusammensetzungen. Diese Extremzusammensetzungen haben in der Regel eigene Namen. Würde man z. B. bei Forsterit (s. o.) sämtliches Mg durch Fe ersetzen, so erhielte man ein Mineral mit der Formel Fe2SiO4; dieses Mineral heißt Fayalit. Alle Zusammensetzungen zwischen dem Mg-Endglied Forsterit und dem Fe-Endglied Fayalit werden zusammengefasst in der Mischkristallreihe des Olivins mit der Formel (Mg,Fe)2SiO4. 
Die einzelnen Zusammensetzungen einer solchen Mischreihe werden in der Literatur häufig in Form eines Molenbruches angegeben, der den prozentualen Stoffmengenanteil eines Endgliedes nennt, z. B. Fo70 für einen Olivin-Mischkristall mit 70 % Forsterit (Fo) (und entsprechend 30 % Fayalit).
Ob und in welchem Umfang eine theoretisch mögliche Substitution im Einzelfall stattfindet, hängt stark von den geologischen Gegebenheiten ab und kann Aufschluss über die Entstehungsbedingungen des Minerals und des Gesteins (Petrogenese) geben.

## Substitutionstypen

### Einfache Substitution
Hier wird ein Element A mit der Ladung n durch ein Element B mit identischer Ladung n auf demselben Gitterplatz ersetzt (diadocher Ersatz). Die verallgemeinerte Substitutionsreaktion lautet
An ↔ Bn

#### Beispiele
Mg2+ ↔ Fe2+
Mg2+2SiO4 ↔ Fe2+2SiO4 (Forsterit ↔ Fayalit; Olivin-Reihe)
K+ ↔ Na+
K+AlSi3O8 ↔ Na+AlSi3O8 (Orthoklas ↔ Albit; Alkalifeldspat-Reihe)

### Gekoppelte Substitution
Bei einer gekoppelten Substitution wird ein Element A mit der Ladung n durch ein Element B mit einer davon verschiedenen Ladung m≠n ersetzt. Um den Gesamtkristall elektrisch neutral zu belassen, muss zusätzlich ein Element C der Ladung m durch ein Element D der Ladung n ausgetauscht werden. Die Elemente A und B sowie die Elemente C und D belegen in der Regel jeweils einen Gitterplatz. Die allgemeine Substitutionsreaktion lautet
An + Cm ↔ Bm + Dn
Eine gekoppelte Substitution kann für beliebig viele Elemente formuliert werden und stellt in natürlichen Systemen den Normalfall dar (reelle chemische Formel). Die Gesamtladung pro Formeleinheit bleibt jedoch stets gleich. An der Substitution können sowohl Kationen als auch Anionen beteiligt sein.

#### Beispiele
Mg2+ + Si4+ ↔ 2 Al3+
Mg2+7Si4+8O22OH ↔ Mg2+6Al3+2Si4+7O22OH (Tschermak-Austausch in Amphibolen)
Na+ + Si4+ ↔ Ca2+ + Al3+
Na+Al3+Si4+3O8 ↔ Ca2+Al3+2Si4+2O8 (Albit ↔ Anorthit; Plagioklas-Reihe)

## Häufige Kombinationen
Aufgrund der geforderten Eigenschaften der substituierenden Elemente in Bezug auf Ionenladung und -radius beobachtet man häufig bestimmte Kombinationen sich gegenseitig ersetzender Elemente.
Bei einfachen Substitutionen:
| Ion         | K+     | Na+    | z. B. in folgenden Mineralgruppen: Feldspäte, Zeolithe, Amphibole |
| Ionenradius | 1,65 Å | 1,32 Å | z. B. in folgenden Mineralgruppen: Feldspäte, Zeolithe, Amphibole |

| Ion         | Ca2+   | Sr2+   | Ba2+   | Eu2+   | Feldspäte, Zeolithe, Amphibole |
| Ionenradius | 1,26 Å | 1,40 Å | 1,56 Å | 1,31 Å | Feldspäte, Zeolithe, Amphibole |

| Ion         | Mg2+   | Fe2+ | Mn2+   | Olivin, Pyroxene, Amphibole, Granate, Glimmer |
| Ionenradius | 0,86 Å | 0,75 | 0,81 Å | Olivin, Pyroxene, Amphibole, Granate, Glimmer |

| Ion         | Fe3+   | Al3+   | Amphibole, Glimmer, Epidotgruppe |
| Ionenradius | 0,69 Å | 0,68 Å | Amphibole, Glimmer, Epidotgruppe |

| Ion         | Nb5+   | Ta5+   | Columbit |
| Ionenradius | 0,78 Å | 0,78 Å | Columbit |

| Ion         | F−     | Cl−    | OH−    | Glimmer, Amphibole und Zeolithe |
| Ionenradius | 1,19 Å | 1,67 Å | 1,23 Å | Glimmer, Amphibole und Zeolithe |

Bei gekoppelten Substitutionen können folgende Elemente auf einem Gitterplatz ausgetauscht werden (weitere Ersetzungen sind zum Ladungsausgleich notwendig):
- Fe3+, Al3+, Cr3+ für Fe2+, Mg2+
- Al3+, P5+ für Si4+
- O2− für OH−.